# 格勒维尔
格勒维尔（法語：Greuville，法語發音：[ɡʁøvil]）是法国滨海塞纳省的一个市镇，属于迪耶普区。

## 地理
格勒维尔（49°48'30"N, 0°54'42"E）面积2.96 平方千米，位于法国诺曼底大区滨海塞纳省，该省份为法国北部沿海省份，其西部及北部濒大西洋英吉利海峡，东起顺时针与索姆省、瓦兹省、厄尔省和卡爾瓦多斯省接壤。
与格勒维尔接壤的市镇（或旧市镇、城区）包括：布拉希、吕讷赖、兰夫勒维尔、韦内唐维尔。
格勒维尔的时区为UTC+01:00、UTC+02:00（夏令时）。

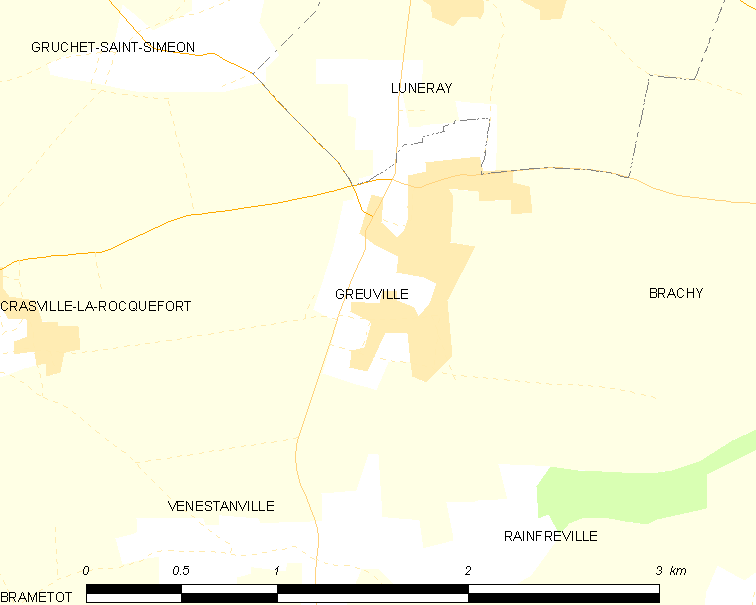
格勒维尔的OSM定位图

## 行政
格勒维尔的邮政编码为76810，INSEE市镇编码为76327。

## 政治
格勒维尔所属的省级选区为吕讷赖县。

## 人口

1962-2008年间格勒维尔人口变化图示

格勒维尔于2022年1月1日时的人口数量为374人。